# 2276 T-2
2162 T-2 är en asteroid i huvudbältet som upptäcktes den 29 september 1973 av den nederländsk-amerikanske astronomen Tom Gehrels och det nederländska astronomparet Ingrid van Houten-Groeneveld och Cornelis Johannes van Houten vid Palomarobservatoriet.
Asteroiden har en diameter på ungefär 2 kilometer